# Данкерк (Њујорк)
Данкерк (енгл. Dunkirk) град је у америчкој савезној држави Њујорк. По попису становништва из 2010. у њему је живело 12.563 становника.

## Демографија
Према попису становништва из 2010. у граду је живело 12.563 становника, што је 568 (4,3%) становника мање него 2000. године.
| Група             | 2000.         | 2010.         |
| Белци             | 9.710 (73,9%) | 8.255 (65,7%) |
| Афроамериканци    | 665 (5,1%)    | 770 (6,1%)    |
| Азијати           | 30 (0,2%)     | 47 (0,4%)     |
| Хиспаноамериканци | 2.608 (19,9%) | 3.322 (26,4%) |
| Укупно            | 13.131        | 12.563        |